# Basile Moreau
Basile-Antoine Marie Moreau (Laigné-en-Belin, 11 febbraio 1799 – Le Mans, 20 gennaio 1873) è stato un presbitero francese, fondatore della Congregazione di Santa Croce e delle Suore Marianite di Santa Croce. Nel 2007 è stato beatificato da papa Benedetto XVI.
Memoria liturgica il 20 gennaio.